# Geoglossum hookeri
Geoglossum hookeri är en svampart som beskrevs av Cooke 1875. Geoglossum hookeri ingår i släktet Geoglossum och familjen Geoglossaceae.   Inga underarter finns listade i Catalogue of Life.